# Palládium

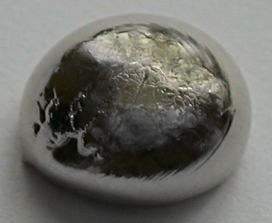
Palládium

A palládium a periódusos rendszer egyik kémiai eleme. Vegyjele Pd, rendszáma 46, nyelvújításkori neve itélany. A platinafémek, ezen belül a könnyű platinafémek közé tartozik. (A platinafémek a ruténium (Ru), a ródium (Rh), a palládium (Pd), az ozmium (Os) , az irídium (Ir) és a platina (Pt), ezek közül a periódusos rendszer 5. csoportjába tartozó elemek, a Ru, a Rh és a Pd a könnyű platinafémek.) Ezüstfehér színű, jól megmunkálható fém. Valamivel keményebb, mint a platina. A hidrogént nagyon könnyen elnyeli; a palládium akár a saját térfogatának 900-szorosát is képes abszorbeálni szobahőmérsékleten és normál légköri nyomáson. A palládium felületén a hidrogén sokkal reakcióképesebbé válik, mert atomjaira bomlik. Emiatt katalizátorként használható hidrogénezési reakciókban.

## Története
A palládiumot William Hyde Wollaston fedezte fel 1803-ban, és a Pallas kisbolygóról nevezte el, melyet nem sokkal korábban fedezett fel Heinrich Wilhelm Olbers. A kisbolygó (és így közvetve a palládium) neve Pallas Athénéről, a görög mitológia istennőjéről kapta a nevét. (Az elsőként felfedezett kisbolygók női nevet kaptak.)

## Kémiai tulajdonságai
Kémiai szempontból ellenálló fém. A halogénelemek kis mértékben megtámadják. Vegyületeket képez kénnel, szelénnel, foszforral, arzénnel, ha ezekkel összeolvasztják. A savak jobban oldják, mint a többi platinafémet. A platinafémek közül egyedül a palládium oldódik salétromsavban. Magas hőmérsékleten megtámadják az alkálifémek hidroxidjai. Kettő, három vagy négy vegyértékű lehet a vegyületeiben.

## Előfordulása a természetben
A természetben a platinaércekben, emellett az arannyal együtt található meg ötvözetként. Ismeretes néhány ásványa is. Igen ritka elem, a 71. leggyakoribb a Földön.

## Előállítása
A palládiumot a platinaércekből nyerik ki. Ezeket királyvízzel feldolgozzák, majd az ekkor keletkező oldatból platinát ammónium-kloriddal leválasztják. A palládium az oldatban marad, ezt vasporral választják ki. Az így leválasztott palládium ródiummal, irídiummal és vassal szennyezett. A szennyezett palládiumot királyvízben oldják, majd a vasat ammónium-hidroxiddal választják le. Ezután az oldatot sósavval megsavanyítják és a palládiumot palládium amin-klorid formájában választják le. Ezt hevítéssel elbontva a palládium szabaddá válik.

## Felhasználása
A palládium a hidrogént nagyon könnyen elnyeli, ezért heterogén katalizátorként illetve gázelektródaként használják. Egyes ötvözeteit az ékszeripar hasznosítja. A 30% palládiumot tartalmazó ezüstötvözetét fogpótlásban és ékszerek készítésekor alkalmazzák. Másik ötvözete a fehérarany, ez 10% palládiumot tartalmazó aranyötvözet.